# Bučka, Škocjan
Bučka je naselje v Občini Škocjan, ki stoji ob cesti Škocjan - Raka, oddaljena 4,5 km od občinskega središča.
Župnijska cerkev sv. Matije je bila postavljena okoli leta 1600 v poznorenesančnem slogu. Cerkev stoji v poudarjeni legi nad naseljem. Njena ladja ima za tisti čas izjemno zasnovo triladijske dvorane s tremi pari vitkih kvadratnih slopov povezanih v prečni in vzdolžni smeri. Cerkev je opremljena z baročno opremo, glavni oltar je izreden primerek zlatega oltarja iz konca 17. stoletja, stranska oltarja pa sta bila postavljena okoli leta 1700.
Prebivalce Bučke so nemški okupatorji leta 1941 preselili v Nemčijo, v izpraznjene hiše pa naselili nemške priseljence s Kočevskega (t. i. Kočevarji).

## Navedek
- Bučka - pušeljc Dolenjske